# The Quarrymen
The Quarrymen (também escrito como "The Quarry Men") é um grupo britânico de skiffle e rock and roll, formado por John Lennon em Liverpool em 1956, que evoluiu para os Beatles em 1960. Originalmente formado por Lennon e vários amigos da escola, os Quarrymen tiraram seu nome de um verso da canção da escola, a Quarry Bank High School. A mãe de Lennon, Julia, ensinou seu filho a tocar banjo, mostrou a Lennon e Eric Griffiths como afinar suas guitarras de maneira semelhante ao banjo e lhes ensinou acordes e músicas simples.
Lennon fundou um grupo de skiffle com seu amigo próximo Pete Shotton e depois de uma semana ganhando novos membros, eles se autodenominaram The Quarrymen.  Os Quarrymen tocaram em festas, bailes escolares, cinemas e competições amadoras de skiffle antes de Paul McCartney se juntar a eles no início de julho de 1957. George Harrison se juntou ao grupo no início de 1958 por recomendação de McCartney, embora Lennon inicialmente tenha resistido porque achava que Harrison (que tinha 14 anos quando foi apresentado a Lennon) era muito jovem. McCartney e Harrison frequentaram o Liverpool Institute.
O grupo fez uma gravação amadora em 1958, tocando "That'll Be the Day", de Buddy Holly, e "In Spite of All the Danger", uma canção escrita por McCartney e Harrison. O grupo migrou para o rock and roll, o que fez com que vários dos membros originais saíssem. Isso deixou Lennon, McCartney e Harrison, que se apresentaram sob vários outros nomes, incluindo Johnny and the Moondogs, Japage 3 e Long John and the Silver Beatles antes de retornar ao nome Quarrymen em 1959. Em 1960, o grupo mudou seu nome para "The Beatles" (escolhido por seu duplo significado e como uma referência à banda de Buddy Holly, "The Crickets").
Em 1997, os quatro membros originais sobreviventes do Quarrymen se reuniram para se apresentar nas comemorações do 40º aniversário da apresentação no jardim onde Lennon conheceu McCartney. Desde 1998, eles se apresentaram em países fora do Reino Unido e lançaram quatro álbuns. Três membros originais ainda se apresentam como Quarrymen.

## História

### Formação e primeiras performances
Em meados da década de 1950, houve um renascimento no Reino Unido da forma musical "skiffle", que se originou nos Estados Unidos e foi popular no país nas décadas de 1920, 1930 e 1940. Além de sua popularidade entre os adolescentes britânicos como música para ouvir, ela também gerou uma mania de adolescentes que criaram seus próprios grupos para tocar a música. Uma das principais atrações era que não exigia grandes habilidades musicais ou instrumentos caros para ser tocado. O skiffle britânico antigo era tocado por músicos de jazz tradicionais, sendo Lonnie Donegan o proponente britânico mais bem-sucedido do gênero na década de 1950. O repertório inicial dos Quarrymen incluía várias canções que Donegan havia gravado.  Quando Lennon quis tentar fazer música sozinho, ele e seu colega de escola Quarry Bank, Griffiths, tiveram aulas de violão em Hunt's Cross, Liverpool, embora Lennon tenha desistido das aulas logo depois, pois eram baseadas na teoria e não na execução real. 
Como Griffiths já sabia tocar banjo, a mãe de Lennon mostrou-lhes como afinar as quatro cordas superiores das suas guitarras nas mesmas notas de um banjo, e ensinou-lhes os acordes de D, C e D7, bem como a canção de Fats Domino, "Ain't That a Shame".   Eles praticavam na casa da tia de Lennon (chamada Mendips) na 251 Menlove Avenue, onde Lennon morava, ou na casa de Griffiths em Halewood Drive.  Eles aprenderam a tocar "Rock Island Line" de Lonnie Donegan, "Jump Down Turn Around (Pick a Bale of Cotton)", "Alabamy Bound" e "Cumberland Gap", e mais tarde aprenderam a tocar dois dos primeiros sucessos de Elvis Presley, "That's All Right" e "Mean Woman Blues". 
Lennon e Griffiths decidiram formar um grupo de skiffle em novembro de 1956.  Esta formação inicial consistia em Lennon e Griffiths nas guitarras, Pete Shotton na guitarra washboard e o amigo de escola Bill Smith no baixo tea-chest.   Tanto Lennon quanto Shotton foram creditados por cunhar o nome Quarrymen após uma linha na canção de sua escola: 'Quarrymen, velhos antes de nosso nascimento.  Esticando cada músculo e tendão.' A escolha do nome foi irônica, pois Lennon considerou a referência na canção da escola a "esticar cada músculo e tendão" como risível.   O mandato de Smith na banda foi extremamente curto, e ele foi substituído em rápida sucessão por Nigel Walley, Ivan Vaughan e Len Garry no final de 1956 e início de 1957.  Também durante este período, o baterista Colin Hanton e o tocador de banjo Rod Davis se juntaram ao grupo.  Este grupo de Lennon, Griffiths, Shotton, Garry, Hanton e Davis formou a primeira formação estável do grupo.

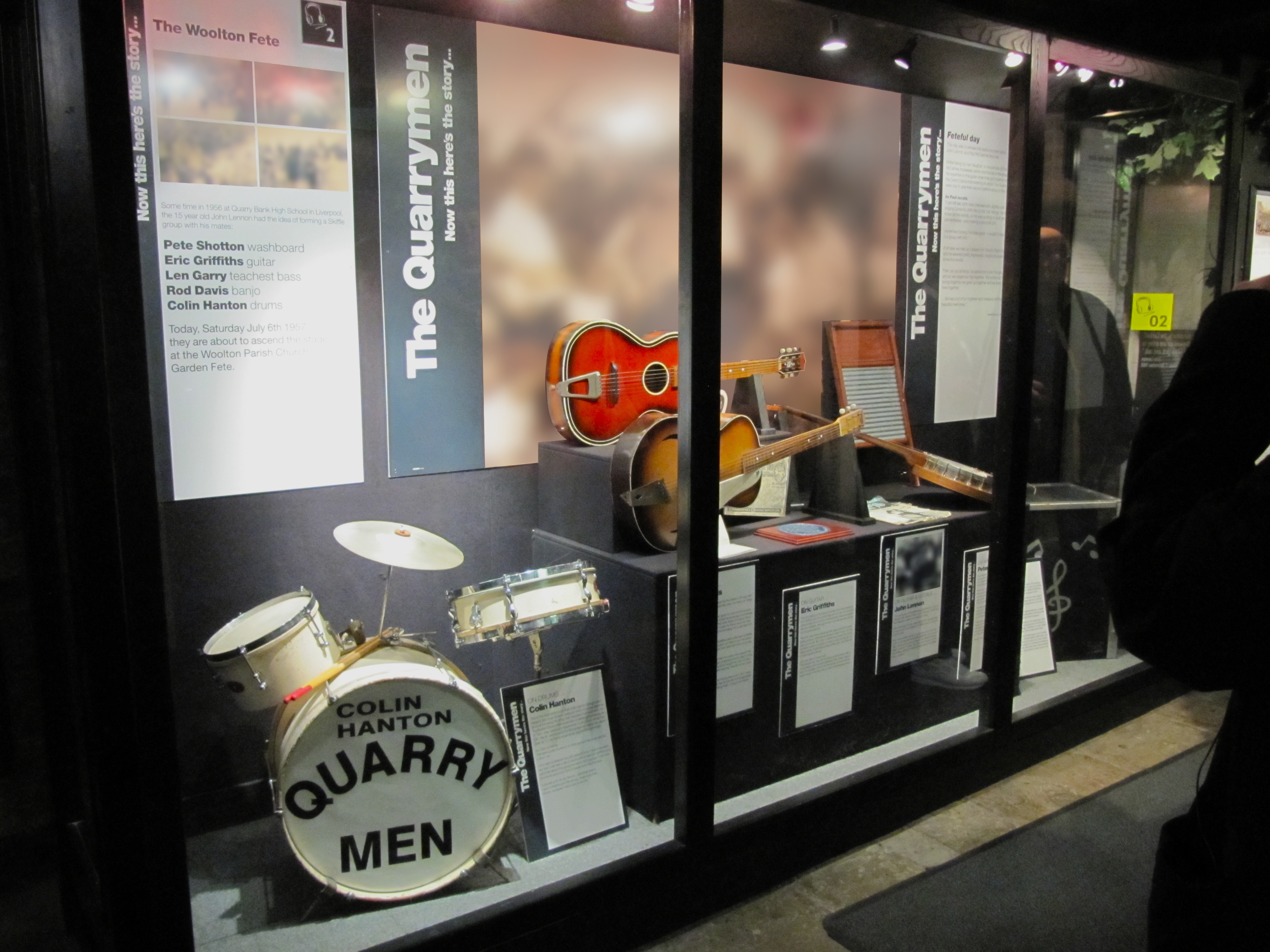
Os instrumentos do Quarrymen

O grupo ensaiou primeiro na casa de Shotton na Vale Road, mas por causa do barulho, sua mãe disse-lhes para usar o abrigo antiaéreo corrugado no jardim dos fundos.  Os ensaios foram transferidos do abrigo antiaéreo frio para a casa de Hanton ou Griffiths — já que o pai de Griffiths havia morrido na Segunda Guerra Mundial e sua mãe trabalhava o dia todo.  A banda também visitava frequentemente a mãe de Lennon em 1 Blomfield Road, ouvindo sua coleção de discos de rock and roll de Elvis, "Let the Good Times Roll" de Shirley e Lee e "Be-Bop-A-Lula" de Gene Vincent, que eles adicionaram ao seu repertório.  Após sua passagem pela Tea Chest Bass, Walley se tornou o empresário do grupo. Ele enviou panfletos para teatros e salões de baile locais e colocou cartazes desenhados por Lennon: "Country-and-western, rock n' roll, banda de skiffle — Os Pedreiros — Aberto para compromissos — Por favor, ligue para Nigel Walley, Tel. Gateacre 1715".  Walley conseguiu garantir ao grupo vários compromissos pagos durante a primavera de 1957, incluindo um no The Cavern Club.  Um clube de jazz na época, o Cavern tolerava o skiffle, pois era considerado um desdobramento do jazz.  Lennon, no entanto, começou a liderar a banda em vários números de rock and roll, levando o gerente do clube a enviar uma nota ordenando que o grupo "parasse com o maldito rock". 
Em julho de 1957, o empresário canadense Carroll Levis realizou um concurso de talentos em Liverpool, cujos vencedores apareceriam na série de televisão Star Search.  Os Quarrymen tocaram "Worried Man Blues" de Lonnie Donegan e foram muito aplaudidos, mas um grupo do País de Gales (chamado Sunnyside Skiffle Group) "pulou por todo o palco" e ofuscou os estáticos Quarrymen, e Levis pediu para preencher os últimos minutos da competição com uma segunda música.  Lennon discutiu acaloradamente com Levis nos bastidores, dizendo que o Sunnyside Skiffle Group havia trazido um ônibus cheio de apoiadores com eles e que Levis havia dado a eles "uma vantagem".  Após a competição, Levis usou um medidor de palmas (uma máquina para medir os decibéis da reação do público aos grupos) enquanto eles eram convidados a voltar para o palco. Os Quarrymen e o Sunnyside Skiffle Group empataram, ambos atingindo noventa no medidor, mas após um segundo teste, os Quarrymen perderam por uma pequena margem. 

### Paul McCartney se junta ao grupo
Em 6 de julho de 1957, The Quarrymen tocou na festa do jardim Rose Queen da Igreja de St. Peter, em Woolton. Eles tocaram pela primeira vez na traseira de um caminhão-plataforma em movimento, em uma procissão de carros alegóricos que carregava a Rainha das Rosas e a Rainha das Rosas aposentada, dançarinos Morris, escoteiros, brownies, escoteiras e lobinhos, liderados pela Banda da Yeomanry de Cheshire.  Às 4:15, eles tocaram em um palco permanente no campo atrás da igreja, antes de uma exibição dos cães policiais da cidade de Liverpool.   Eles estavam tocando "Come Go with Me" quando Paul McCartney chegou, e na cabana dos escoteiros após o set, Ivan Vaughan apresentou McCartney a Lennon, que conversaram por alguns minutos antes da banda se instalar no salão da igreja para sua apresentação no "Grand Dance" daquela noite.  McCartney demonstrou como afinou sua guitarra e então cantou "Twenty Flight Rock" de Eddie Cochran, "Be-Bop-a-Lula" de Gene Vincent e um medley de canções de Little Richard.  
Vaughan e McCartney saíram antes do show noturno que começou às 8 horas.  Durante a apresentação, houve uma tempestade inesperada, que fez com que as luzes se apagassem. Bob Molyneux, um jovem colega de escola de Quarry Bank, gravou parte da apresentação em seu gravador portátil Grundig TK8. A fita incluía versões de "Puttin' On the Style", de Lonnie Donegan, e "Baby Let's Play House", de Elvis. Em 1963, Molyneux ofereceu a fita a Lennon por meio de Ringo Starr, mas Lennon nunca respondeu, então Molyneux colocou a fita em um cofre.
Enquanto caminhavam para casa após a apresentação noturna, Lennon e Shotton conversaram sobre o encontro da tarde com McCartney, e Lennon disse que talvez eles devessem convidar McCartney para se juntar à banda. Duas semanas depois, Shotton encontrou McCartney pedalando por Woolton e transmitiu o convite casual de Lennon para que ele se juntasse aos Quarrymen, e Vaughan também convidou McCartney para se juntar a eles.  McCartney disse que se juntaria a ele após o acampamento escoteiro em Hathersage, Derbyshire, e depois de passar férias com sua família no acampamento de férias de Butlin em Filey, North Yorkshire.   Shotton e Davis deixaram os Quarrymen em agosto, sentindo que o grupo estava se afastando do skiffle e se aproximando do rock, deixando seus instrumentos supérfluos.   Quando McCartney voltou das férias, ele começou a ensaiar com os Quarrymen, tocando músicas como "Bye Bye Love" (The Everly Brothers) e "All Shook Up", que Lennon e o grupo estavam tentando aprender, sem sucesso. 
McCartney fez sua estreia com a banda em 18 de outubro de 1957 em um evento social do Conservative Club realizado no New Clubmoor Hall, na seção Norris Green de Liverpool.   Lennon e McCartney usavam jaquetas esportivas de cor creme, que eram pagas por todo o grupo — Walley arrecadava meia coroa por semana de cada membro até que fossem pagos — e os outros usavam camisas brancas com borlas e gravatas pretas.  Para irritação dos outros membros do grupo, McCartney praticou sem parar a introdução de guitarra principal de "Raunchy". Os Quarrymen continuaram a fazer shows esparsos durante o outono de 1957, principalmente para o promotor local Charlie McBain.  Durante este período, o grupo quase eliminou totalmente o skiffle de seu repertório, concentrando-se em covers de canções de cantores de rock and roll como Elvis Presley, Carl Perkins, Little Richard e Larry Williams, e o som dos Quarrymen dependia cada vez mais do canto harmonioso entre Lennon e McCartney.  Uma influência extremamente importante para eles na época foi Buddy Holly e seu grupo, The Crickets.  Nessa época, Lennon e McCartney começaram a escrever canções influenciadas por Holly – "Hello Little Girl" de Lennon e "I Lost My Little Girl" de McCartney – e ambos ficaram impressionados com os esforços um do outro.  Os dois jovens começaram a escrever juntos. 

### Entrada e gravação de George Harrison
Após o fraco desempenho de McCartney na guitarra solo no Conservative Club, o grupo precisava de outro guitarrista para acomodar seu novo repertório focado no rock; McCartney recomendou seu amigo de escola George Harrison.  Harrison viu o grupo se apresentar pela primeira vez em 6 de fevereiro de 1958 no Wilson Hall, onde McCartney o apresentou a Lennon.   Harrison posteriormente fez um teste para The Quarrymen em março no Morgue Skiffle Club de Rory Storm, tocando "Guitar Boogie Shuffle".   Lennon pensou que Harrison (que tinha acabado de completar 15 anos) era muito jovem para se juntar à banda, então McCartney planejou outro encontro no andar superior de um ônibus de Liverpool, onde Harrison tocou "Raunchy" para Lennon.   Após a constante defesa de McCartney, Lennon permitiu que Harrison se juntasse aos Quarrymen como guitarrista principal.   A entrada de Harrison no Quarrymen afastou ainda mais o grupo do skiffle, além de acabar com o uso de acordes de banjo por Lennon.  Nessa época, John Duff Lowe, outro amigo de escola de McCartney, juntou-se ao grupo no piano. 
Com a entrada de Harrison, os Quarrymen agora tinham quatro guitarristas. Lennon e McCartney sugeriram a Griffiths que ele comprasse um baixo, mas Griffiths recusou devido ao custo.  Os dois posteriormente convenceram Nigel Walley, ainda atuando como empresário do grupo, a demitir Griffiths.  Walley lamentou o incidente e, como resultado, gradualmente cortou seus laços com os Quarrymen.  Na mesma época, Len Garry contraiu meningite tuberculosa e passou sete meses no hospital, nunca mais tocando com o grupo.  Isso deixou Colin Hanton como o último do grupo de colegas de Lennon no Quarry Bank que originalmente compunha o grupo. Em março, McCartney comprou um amplificador Elpico com duas entradas, e ele e Harrison adicionaram captadores às suas guitarras, dando aos Quarrymen um som elétrico pela primeira vez. 
Percy Phillips operava um estúdio chamado Phillips' Sound Recording Services em 38 Kensington, Liverpool, entre a cozinha e uma sala da frente que servia como loja de produtos elétricos.  Atores do Liverpool Playhouse frequentemente ficavam na sala acima do estúdio e eram solicitados por Phillips a gravar monólogos e poemas. Phillips tinha acabado de completar 60 anos quando Harrison ouviu falar do estúdio pelo guitarrista Johnny Byrne, do Raving Texans, que havia gravado uma versão de "Butterfly" lá em 22 de junho de 1957.  Os Quarrymen agendaram uma sessão de gravação em 12 de julho de 1958.  Eles gravaram direto no disco, pois a fita seria uma despesa extra. O som foi gravado ao vivo por um único microfone no centro da sala, e Lennon sugeriu que Hanton colocasse um lenço sobre a caixa para diminuir o volume.  Eles gravaram primeiro "In Spite of All the Danger", uma canção original de McCartney (creditada como McCartney/Harrison), seguida por "That'll Be the Day", de Buddy Holly. Ambas contam com Lennon nos vocais principais.  Quando a gravação terminou, Phillips entregou ao grupo um frágil disco de 78 rpm, que foi passado de mão em mão pela banda durante uma semana, ou emprestado a amigos. Mais tarde, ele foi perdido até que Lowe o redescobriu em 1981 e o vendeu para McCartney por um valor não revelado.  As gravações seriam posteriormente lançadas no álbum Anthology 1 dos Beatles.

### "O ritmo está nas guitarras"
Logo após a sessão de gravação, Hanton brigou com o resto do grupo e desistiu.  Lowe também perdeu o contato com o grupo após deixar o Liverpool Institute, deixando os Quarrymen apenas como um trio de guitarristas: Lennon, McCartney e Harrison.  A mãe de Lennon morreu em um acidente de trânsito em 15 de julho de 1958, causando-lhe um golpe emocional devastador.  O grupo permaneceu praticamente inativo durante todo o verão, quando Lennon começou a trabalhar em um restaurante no Aeroporto de Liverpool.  Enquanto isso, McCartney e Harrison foram de férias para o País de Gales, onde tocaram com um grupo local de skiffle chamado Vikings.  Embora Lennon, McCartney e Harrison permanecessem extremamente próximos, o trio só se apresentou algumas vezes nos últimos meses de 1958.  Quando perguntados sobre o porquê de não terem nem baterista nem baixista, eles respondiam: “O ritmo está nas guitarras”. 

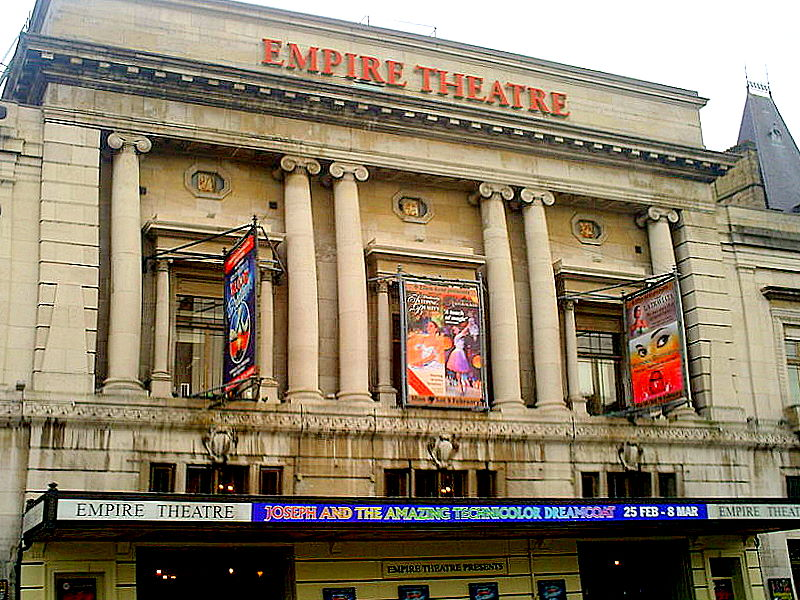
O Liverpool Empire Theatre, onde Johnny e os Moondogs fizeram o teste para Carrol Levis

No outono de 1958, o grupo teve outra chance de fazer um teste para Carroll Levis, quase um ano e meio após o primeiro Star Search dos Quarrymen.  Para a audição, o grupo mudou seu nome para Johnny and the Moondogs.  Lennon estava sem guitarra, pois a sua havia quebrado recentemente.  Johnny e os Moondogs passaram a primeira bateria da competição em Liverpool e foram convidados a aparecer na final em Manchester.  O grupo tocou "Think It Over" de Buddy Holly com recepção positiva, mas não conseguiu ficar até o final da competição para receber os resultados.  Quando estavam saindo, Lennon viu uma guitarra elétrica cutway perto da porta do palco, pegou-a e foi embora com ela, dizendo mais tarde que a viagem "não foi uma perda total". 
Após a audição para o Star Search, Johnny and the Moondogs mudou seu nome para Japage 3 (pronuncia-se "Jaypage")  (combinando letras dos nomes de cada um dos membros: John, Paul e George).  Lennon tinha um amigo da escola de arte, chamado Derek Hodkin, que possuía um gravador, e Lennon o convenceu a gravar o grupo (junto com o irmão de McCartney, Mike, na bateria).  O grupo então pediu a Hodkin para atuar como seu empresário, e ele concordou.  Apesar da gestão de Hodkin, as reservas para o grupo secaram.  Harrison começou como guitarrista base no Les Stewart Quartet, que tinha um compromisso semanal no clube.  Em maio, o Japage 3 estava extinto, embora os três continuassem a se ver socialmente, e Lennon e McCartney continuassem a escrever canções juntos. 

### O Casbah Club e a mudança de nome para Beatles
No verão de 1959, Mona Best decidiu abrir um clube em sua adega e ofereceu ao Les Stewart Quartet uma residência se eles ajudassem a converter a adega.  Harrison e o colega guitarrista do Quarteto, Ken Brown, no entanto, perderam um show, fazendo com que Les Stewart demitisse os dois e cancelasse a residência.  Isso causou angústia a Best, mas Harrison ofereceu uma solução: ele recrutou Lennon e McCartney para tocar, e eles voltaram a se chamar Quarrymen.  Depois de ajudar Best a terminar de converter o porão, a nova formação de quatro guitarristas dos Quarrymen (Lennon, McCartney, Harrison e Brown) abriu o Casbah Coffee Club em 29 de agosto de 1959.  A apresentação da noite de abertura contou com a presença de cerca de 300 adolescentes locais, mas como o porão não tinha ar condicionado e as pessoas estavam dançando, a temperatura subiu até que ficou difícil respirar.  Os Quarrymen tiveram a oportunidade de usar o amplificador de três entradas de Brown (que, junto com o Elpico de McCartney, significava que todos os quatro guitarristas eram elétricos),  e cantaram através de um microfone conectado ao pequeno sistema de PA do clube. 
O grupo continuou sua residência em Casbah no ano novo, ocasionalmente garantindo outros shows. Em janeiro, Brown ficou doente e não pôde fazer o show. Best, no entanto, insistiu que os Quarrymen ainda pagassem a Brown, mas Lennon, McCartney e Harrison recusaram; o incidente resultou na perda de sua residência na Casbah e na saída de Brown do grupo.  Pouco depois, porém, Lennon convenceu seu colega de escola de arte Stuart Sutcliffe a comprar um baixo e se juntar ao grupo.  O grupo não tinha reservas, mas começou a ensaiar vigorosamente para permitir que o novato musical Sutcliffe praticasse seu novo instrumento. 
No início de 1960, os Quarrymen retornaram à Phillips' Sound Recording Services para gravar a nova canção original de Lennon, "One After 909", embora esta gravação não tenha sobrevivido.  Na mesma época, os três gravaram uma fita de ensaio na casa de McCartney. Harrison estava ausente (pois ele tinha um aprendizado), e a fita apresenta várias jams e canções originais, incluindo o instrumental de McCartney "Cayenne".  Com poucos shows durante esse período, o grupo frequentemente escrevia cartas para garantir reservas, várias das quais sobreviveram.  Os quatro não gostaram do nome Quarrymen e passaram por vários outros durante esse período, incluindo Los Paranoias.  Em março de 1960, Lennon e Sutcliffe criaram um novo nome: Beatles.  Os Beatles (após várias mudanças na formação, incluindo a adição do filho de Mona, Pete Best, na bateria) continuaram a se apresentar em Liverpool e em Hamburgo, na Alemanha, antes de assinarem com a Parlophone Records em 1962.

### 1994–presente
Desde a separação dos Beatles em 1970 e o assassinato de John Lennon em 1980, os membros do Quarrymen se reuniram diversas vezes. De 1994 a 1995, Rod Davis e John Lowe gravaram um álbum com músicos de estúdio. Este álbum, Open for Engagements, foi lançado em 1995 com o nome Quarrymen.
Os membros sobreviventes da formação de 1957 dos Quarrymen se reuniram em 1997 para o 40º aniversário de sua apresentação na festa da vila de Woolton em 1957, que foi o local do primeiro encontro de Lennon e McCartney. Todos os cinco membros sobreviventes daquele dia, Pete Shotton, Rod Davis, Len Garry, Eric Griffiths e Colin Hanton, se apresentaram. Depois disso, o grupo continuou a se apresentar, realizando turnês pelo Reino Unido, EUA, Alemanha, Japão, Rússia, Cuba e outros países. O repertório do grupo se concentra no skiffle e no rock and roll antigo que eles tocavam em sua formação original, com a perspectiva histórica do roots rock para ilustrar como a música roots americana inspirou os Beatles.
Em 2000, o produtor e historiador dos Beatles Martin Lewis produziu o grupo tocando a música "Come Go with Me" de Del-Vikings (a primeira música que McCartney se lembra de ouvir Lennon cantar no primeiro dia em que se conheceram) para uso na trilha sonora do filme Two of Us, de Michael Lindsay e Hogg, um filme sobre o último dia em que Lennon e McCartney se viram em abril de 1976.
Eric Griffiths morreu em 2005, e Pete Shotton se aposentou devido a problemas de saúde. Shotton morreu em 2017. Em 2016, Davis, Garry e Hanton continuaram a se apresentar ao redor do mundo. Lowe ocasionalmente se apresentava com eles. Em setembro e outubro de 2010, a banda fez uma turnê pelos Estados Unidos para comemorar o 70º aniversário de seu fundador, Lennon. Eles apareceram em um concerto beneficente para a Amnesty International em homenagem a Lennon na cidade de Nova York no aniversário de Lennon, sábado, 9 de outubro de 2010. Desde 2016, o ex-baixista dos Beatles, Chas Newby, se apresentou com a banda. Ele morreu em maio de 2023. John Lowe morreu em fevereiro de 2024.
Desde sua formação em 1997, os Quarrymen gravaram três álbuns, consistindo principalmente de covers de rock e skiffle dos anos 1950.

## Membros
Membros atuais 
- Colin Hanton – bateria (1956–1958, 1997–presente)
- Rod Davis – banjo (1957); guitarra, vocais (1994–1995, 1997–presente)
- Len Garry – baixo tea-chest (1957–1958); vocais, guitarra (1997–presente)

Ex-membros 
- John Lennon – vocais, guitarra (1956–1960; falecido em 1980)
- Eric Griffiths – guitarra (1956–1958, 1997–2005; sua morte)
- Pete Shotton – tábua de lavar (1956–1957, 1997–2000; falecido em 2017); baixo tea-chest (1997–2000)
- Bill Smith – baixo tea-chest (1956)
- Nigel Walley – baixo tea-chest (1956; posteriormente, tornou-se "gerente" de 1956 a 1958)
- Ivan Vaughan – baixo de caixa de chá (1956–1957; falecido em 1993)
- Paul McCartney – vocais, guitarra (1957–1960)
- George Harrison – guitarra, vocais (1958–1960; falecido em 2001)
- John Duff Lowe – piano (1958); teclados (1994–1995, 2005–2017, foi um convidado regular, embora não um membro constante; morreu em 2024), vocais (1994–1995)
- Ken Marrom – guitarra (1959–1960; falecido em 2010)
- Stuart Sutcliffe – baixo (1960; falecido em 1962)
- Chas Newby – baixo (2016–2023; sua morte. Newby também tocou baixo com os Beatles brevemente de 1960 a 1961) [102]

## Discografia
Álbuns de estúdio
- Open for Engagements (1994) (Kewbank Records KBCD111) (John 'Duff' Lowe e Rod Davis)
- Get Back – Together (1997) (Q Records QMCD 7011) (Eric Griffiths, Len Garry, Rod Davis, Pete Shotton e Colin Hanton)
- Songs We Remember (2004) (BMG Augusta Records AUCK15001) (Eric Griffiths, Len Garry, Rod Davis e Colin Hanton)
- Grey Album (2012) (Generate Records 885767482517) (Len Garry, Rod Davis e Colin Hanton)

Álbuns ao vivo
- Live At The Halfmoon Pub Putney (2005) (Colin Hanton, Len Garry, Rod Davis e John 'Duff' Lowe)
- The Quarrymen Live! In Penny Lane (2020) (Colin Hanton, Len Garry, Rod Davis e Chas Newby)

DVDs
The Band That Started The Beatles (2009) (Star-Club Records GRDVD091) (Len Garry, Rod Davis e Colin Hanton)
Outras gravações
- "That'll Be the Day" e "In Spite of All the Danger" (ambas gravadas em 1958) estão disponíveis no álbum dos Beatles Anthology 1 (1995).
- Vários ensaios caseiros com Lennon, McCartney, Harrison e Sutcliffe foram gravados no início de 1960. Três deles foram lançados na Anthology 1, enquanto outros apareceram em vários bootlegs.
- Uma gravação de 2000 de "Come Go With Me" foi apresentada no filme Two of Us.
- Uma gravação inédita de "Maggie Mae" sendo usada no filme "Looking for Lennon" (não confundir com o filme de 2009 "Nowhere Boy")